# Campeonato Mundial de Ginástica Artística de 1966
O XVI Campeonato Mundial de Ginástica Artística transcorreu entre os dias 21 e 25 de setembro de 1966, na cidade de Dortmund, Alemanha Ocidental (atualmente Alemanha).

## Eventos
- Individual geral masculino
- Equipes masculino
- Solo masculino
- Barra fixa
- Barras paralelas
- Cavalo com alças
- Argolas
- Salto sobre a mesa masculino
- Individual geral feminino
- Equipes feminino
- Trave
- Solo feminino
- Barras assimétricas
- Salto sobre a mesa feminino

## Medalhistas
Masculino
| Evento           | Ouro | Prata | Bronze |
| Equipes          | Yukio Endo · Takashi Kato · Takashi Mitsukuri · Akinori Nakayama · Shuji Tsurumi · Haruhiro Yamashita · Japão · (575,150) | Sergei Diomidov · Valeri Karasiov · Valeri Kerdimilidi · Boris Shakhlin · Yuri Titov · Mikhail Voronin · União Soviética · (570,900) | Matthias Brehme · Gerhard Dietrich · Werner Dölling · Siegfried Fülle · Erwin Koppe · Peter Weber · Alemanha Oriental · (561,000) |
| Individual geral | Mikhail Voronin · União Soviética · (116,150)                                                                             | Shuji Tsurumi · Japão · (115,250) | Akinori Nakayama · Japão · (114,950)                                                                                              |
| Salto            | Haruhiro Matsuda · Japão · (19,425)                                                                                       | Takeshi Kato · Japão · (19,325) | Akinori Nakayama · Japão · (19,050)                                                                                               |
| Solo             | Akinori Nakayama · Japão · (19,400)                                                                                       | Yukio Endo · Japão · (19,375) | Franco Menichelli · Itália · (19,300)                                                                                             |
| Cavalo com alças | Miroslav Cerar · Iugoslávia · (19,520)                                                                                    | Mikhail Voronin · União Soviética · (19,325)                                                                                         | Takeshi Kato · Japão · (19,125)                                                                                                   |
| Barras paralelas | Sergei Diomidov · União Soviética · (19,550)                                                                              | Mikhail Voronin · União Soviética · (19,400)                                                                                         | Miroslav Cerar · Iugoslávia · (19,350)                                                                                            |
| Argolas          | Mikhail Voronin · União Soviética · (19,750)                                                                              | Akinori Nakayama · Japão · (19,500)                                                                                                  | Franco Menichelli · Itália · (19,475)                                                                                             |
| Barra fixa       | Akinori Nakayama · Japão · (19,675)                                                                                       | Yukio Endo · Japão · (19,600) | Takashi Mitsukuri · Japão · (19,425)                                                                                              |

Feminino
| Evento              | Ouro | Prata | Bronze |
| Equipes             | Věra Čáslavská · Jindra Kostálová · Mária Krajčírová · Jana Kubičková · Bohumila Řimnáčová · Jaroslava Sedláčková · Tchecoslováquia · (383,625) | Polina Astakhova · Zinaida Voronina · Olga Kharlova · Natalia Kuchinskaya · Larissa Latynina · Larissa Petrik · União Soviética · (383,587) | Yasuko Furuyama · Keiko Ikeda · Hiroko Ikenaga · Mitsuko Kandori · Taniko Mitsukuri · Taki Shibuya · Japão · (380,923) |
| Individual geral    | Věra Čáslavská · Tchecoslováquia · (78,298) | Natalia Kuchinskaya · União Soviética · (78,097)                                                                                            | Keiko Ikeda · Japão · (76,997)                                                                                         |
| Salto               | Věra Čáslavská · Tchecoslováquia · (19,583) | Erika Zuchold · Alemanha Oriental · (19,399)                                                                                                | Natalia Kuchinskaya · União Soviética · (19,316)                                                                       |
| Solo                | Natalia Kuchinskaya · União Soviética · (19,733)                                                                                                | Věra Čáslavská · Tchecoslováquia · (19,683)                                                                                                 | Zinaida Voronina · União Soviética · (19,666)                                                                          |
| Trave               | Natalia Kuchinskaya · União Soviética · (19,650)                                                                                                | Věra Čáslavská · Tchecoslováquia · (19,333)                                                                                                 | Larissa Petrik · União Soviética · (19,250)                                                                            |
| Barras assimétricas | Natalia Kuchinskaya · União Soviética · (19,616)                                                                                                | Keiko Ikeda · Japão · (19,566) | Taniko Mitsukuri · Japão · (19,516)                                                                                    |

## Quadro de medalhas
| Ordem | País              | Medalha de ouro | Medalha de prata | Medalha de bronze |    |
| ----- | ----------------- | --------------- | ---------------- | ----------------- | -- |
| 1     | União Soviética   | 6               | 5                | 3                 | 14 |
| 2     | Japão             | 4               | 6                | 7                 | 17 |
| 3     | Checoslováquia    | 3               | 2                |                   | 5  |
| 4     | Iugoslávia        | 1               |                  | 1                 | 2  |
| 5     | Alemanha Oriental |                 | 1                | 1                 | 2  |
| 6     | Itália            |                 |                  | 2                 | 2  |
| TOTAL | TOTAL             | 14              | 14               | 14                | 42 |